# Зайбольд, Вернер
Вернер Зайбольд (нем. Werner Seibold; 24 января 1948, Тегернзе, Бавария, ФРГ — 29 ноября 2012, Бад-Висзе, Бавария, ФРГ) — западногерманский спортсмен-стрелок, бронзовый призёр Олимпийских игр в Монреале (1976).

## Биография
Получил среднее профессиональное образование по специальности повара, работал по специальности. Выступал за стрелковое общество Bad Wiessee, на национальных первенствах не сумел завоевать наград. Однако ему удалось пройти отбор на летние Олимпийские игры в Монреале (1976), на которых он неожиданно завоевал бронзовую медаль в стрельбе из малокалиберной винтовки с трёх позиций на 50 м.
В последующие годы он постоянно входил в состав сборной ФРГ. В 1978 году стал чемпионом мира в команде в стрельбе из пневматической винтовки, в 1979 и 1981 — серебряным призёром чемпионатов Европы в стрельбе лежа из малокалиберной винтовки, в 1983 году — в стрельбе из произвольной крупнокалиберной винтовки в положении с колена. На своей второй Олимпиаде в Лос-Анджелесе (1984) остался лишь на 25-м месте в стрельбе из малокалиберной винтовки в положении лёжа.
Перенёс операцию по пересадке сердца.